# Конурка
Конурка (Канурка) — озеро искусственного происхождения на юге Чилгирского сельского муниципального образования в Яшкульском районе Калмыкии. Озеро Конурка было образовано в 1974 году в естественном понижении местности, как накопитель сбросных и дренажных вод Черноземельской оросительно-обводнительной системы. Имеет рыбохозяйственное значение.

## Общая физико-географическая характеристика
Озеро расположено в северо-западной части Прикаспийской низменности, 52 км к северо-западу от посёлка Яшкуль, в непосредственной близости от посёлка Чилгир. Урез воды — 5,2 м ниже уровня мирового океана.
Озеро имеет округлую форму, максимальная длина — 3,1 км, ширина — 1,6 км, площадь — до 8,20 км². Мелководно, средняя глубина — 2,1 м, максимальная до 6,3 метра. Берега пологие.

### Гидрология
Гидрологический режим имеет антропогенный характер. Годовой баланс озера положительный, однако гидрологический режим нестабилен. Максимальный уровень в водоеме отмечается весной и осенью в период поступления в него сбросных вод, летом он уменьшается в 1,2-1,4 раза.

### Гидрохимия
Гидрохимические показатели находятся в пределах допустимых норм. Среднесезонная минерализация воды не превышает 2,6 г/л. Перманганатная окисляемость, как показатель содержания органических веществ, колеблется в пределах 12,5-13,8 мг/л.

## Животный и растительный мир
Водоём интенсивно зарастает растительностью, среди которой преобладают: тростник обыкновенный, рогоз узколистный, рдест гребенчатый, рдест курчавый, роголистник.
Ведущую роль весной играют диатомовые водоросли, с преобладанием рода Cyclotella, Navikyla. В летние месяцы интенсивно развиваются синезеленые водоросли и зеленые, представленные в основном, протококковыми. Наиболее многочисленны представители рода Snedesmus. К осени в развитии фитопланктона отмечается спад. Среднесезонная биомасса фитопланктона — 16,5 г/л. По количественным показателям фитопланктона и по величине первичной продукции озеро Конурка можно отнести к среднекормным (8,9 г/м³).
Зоопланктон представлен 16 видами родов Rotatoria, Copepoda и Cladocera. Ведущей по численности и биомассе была группа Copepoda. Динамика общей массы зоопланктона в течение сезона представлена в виде двухвершинной кривой с максимумами в июне и сентябре. Среднесезонная биомасса зоопланктона составляет в среднем 1,95 г/м³. По уровню развития зоопланктона — среднекормный.
Бентос водоема представлен организмами, относящимися к семи классам, но преимущественно организмами двух комплексов: пелофильного и фитофильного. Наиболее богато представлен класс насекомых. По видовому разнообразию доминирует группа хирономид. Динамика бентоса характеризуется максимальными значениями численности и биомассы весной, снижением летом и увеличением к осени за счет ослабления пресса хищников, роста личинок хирономид осенней генерации. По уровню развития бентоса — среднекормный (2,4 — 3,9 г/м²).
Ихтиофауна водоема формируется стихийно за счёт Черноземельского оросительного канала и включает в настоящее время 15 видов рыб. Доминируют: карась, сазан, из хищников — судак, окунь и щука.